# Wieliczka (gromada)
Wieliczka – dawna gromada, czyli najmniejsza jednostka podziału terytorialnego Polskiej Rzeczypospolitej Ludowej w latach 1954–1972.
Gromady, z gromadzkimi radami narodowymi (GRN) jako organami władzy najniższego stopnia na wsi, funkcjonowały od reformy reorganizującej administrację wiejską przeprowadzonej jesienią 1954 do momentu ich zniesienia z dniem 1 stycznia 1973, tym samym wypierając organizację gminną w latach 1954–1972.
Gromadę Wieliczka z siedzibą GRN w mieście Wieliczka (nie wchodzącym w skład gromady) utworzono 30 czerwca 1960 w powiecie krakowskim w woj. krakowskim z obszaru zniesionych gromad Krzyszkowice, Grabówki (bez wsi Podstolice i Sygneczów) i Rożnowa.
31 grudnia 1961 do gromady Wieliczka przyłączono wsie Czarnochowice i Zabawa ze zniesionej gromady Śledziejowice oraz wieś Sygneczów z gromady Koźmice Wielkie.
30 czerwca 1962 do gromady Wieliczka przyłączono wieś Grajów z gromady Koźmice Wielkie.
1 stycznia 1969 do gromady Wieliczka przyłączono wsie Dobranowice i Lednica Górna z gromady Przebieczany w tymże powiecie.
W kwietniu 1969 dla gromady ustalono 27 członków gromadzkiej rady narodowej. 1 stycznia 1970 gromada składała się ze wsi: Chorągwica, Czarnochowice, Dobranowice, Grabówki, Grajów, Krzyszkowice, Lednica Górna, Mietniów, Pawlikowice, Rożnowa, Siercza, Sygneczów i Zabawa.
Gromada przetrwała do końca 1972 roku, czyli do kolejnej reformy gminnej. 1 stycznia 1973 reaktywowano zniesioną w 1954 roku gminę Wieliczka.